# Prilepac
Prilepac (Servisch: Прилепац) is een plaats in de Servische gemeente Vlasotince. De plaats telt 499 inwoners (2002).